# Lina Brazdeikytė
Lina Brazdeikytė (ur. 9 września 1974 w Kownie) – litewska koszykarka, występująca na pozycjach niskiej lub silnej skrzydłowej, reprezentantka kraju. Po zakończeniu kariery zawodniczej trenerka koszykarska, od 2022 asystentka trenera LCC Kłajpeda.
Jest ciotką koszykarza Ignasa Brazdeikisa.

## Osiągnięcia
Na podstawie, o ile nie zaznaczono inaczej..

### Drużynowe
- Mistrzyni:
  - Ligi Bałtyckiej (1996, 1997)
  - Litwy (1997, 1998)
- Uczestniczka międzynarodowych rozgrywek Pucharu Ronchetti (1993/1994, 1999/2000)

### Reprezentacja
- Mistrzyni Europy (1997)
- Uczestniczka:
  - mistrzostw:
    - świata (1998 – 6. miejsce, 2002 – 11. miejsce, 2006 – 6. miejsce)
    - Europy (1997, 1999 – 6. miejsce, 2001 – 4. miejsce, 2005 – 4. miejsce, 2007 – 6. miejsce)

  - kwalifikacji do mistrzostw Europy (2001, 2003, 2005)